# Oberea oculaticollis
Oberea oculaticollis är en skalbaggsart som först beskrevs av Thomas Say 1824.  Oberea oculaticollis ingår i släktet Oberea och familjen långhorningar. Inga underarter finns listade i Catalogue of Life.